# 概念藝術
概念藝術（英語：Concept art）是以插畫形式表達想法的一種設計方式，常用但不限於電影、電子遊戲、動畫和漫畫等。

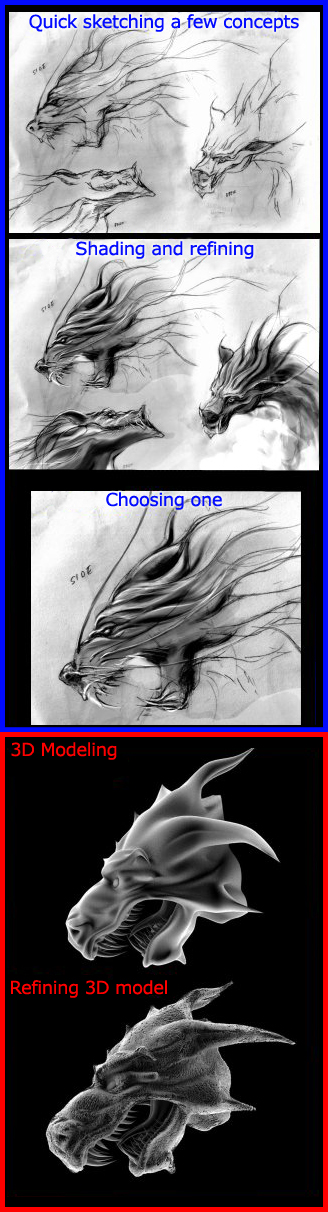
首先藍色初步設計，接著紅色3D建模的概念設計流程(3D建模常用於幫助概念設計給予參考與靈感)

## 歷史
最早由誰發明或使用該詞的并無資料查閱，有紀綠的是1930年華特·迪士尼在動畫中使用。而這詞或許對後來在汽車設計階段的「概念車」有所影響。

## 工具
傳統概念藝術設計都會用油彩、丙烯顏料、麥克筆、鉛筆等工具，而近年興起使用數碼工具替代傳統工具在圖像編輯器上進行，以提高工作效率。

## 應用
概念藝術被應用在各種設計上，例如早期好萊塢的電影海報。最常使用的藝術類型是科幻和奇幻主題。

## 相關項目
- 分鏡
- 接景